# Обедска бара
Обедска бара налази се у југоисточном Срему између насеља Купиново, Обреж, Грабовци и реке Саве, свега 40 километара западно од Београда. Уже подручје Обедске баре чини корито такозвана „Потковица“ и виши део терена купинске греде такозвано „Копито“. Специјални резерват природе Обедска бара се простире на површини од 9820 хектара, а заштитна зона на 19 611 хектара.
Корито Обедске баре је остатак напуштеног корита Саве, чији главни ток сада тече јужније. Још пре 6000 година овде је протицала претеча реке Саве, а пре 4500 година њен споредни ток, да би се пре 2000 година формирала мртваја, од које је настала мочвара какву познајемо.
Обедска бара је повезана са реком Савом само током високих водостаја каналом Ревеница. Током ниских водостаја Саве вода отиче каналом Вок. Обедска бара се напаја водом и дотоком подземних вода и сливањем површинских вода са лесне заравни. Већина окана и бара пресуши у време сушних година и при крају лета.

## Флора и фауна
Данас постоје десетине водених, мочварних, шумских и ливадских заједница са најзанимљивијом заједницом птица, 91 врстом гнездарица и 128 врста пролазница, зимовалица и луталица. Укупно је пребројано око 58.000 парова птица. Ту су следеће врсте птица: чапља кашикара, мала бела чапља, црна рода, бела рода, патка црнка, орао кликтавац, орао белорепан, црна луња, соко ластавичар, беловрата мухарица, црвенрепка и црногрла стрнадица. Од осталих животињских врста је занимљива риба чиков (аутохтона врста), змија шарка (једина отровница ових крајева), али и дивља мачка, куна златица, видра и више врста љиљака (слепих мишева).
Ретке биљне врсте су: тестерица, бели локвањ, жути локвањ, алдрованда, барска папрат, барски петолист, мочварна орхидеја, иђирот, дугороги орашак, барска коприва и мешика. Као природни споменик заштићено је једно стабло црне тополе.

## Историјат резервата
Аустроугарски двор 1874. је прогласио ово подручје царским ловиштем и заштитио га. Године 1919. постаје заштићено краљевско ловиште династије Карађорђевић да би 1951. решењем Завода за проучавање природних вредности НР Србије проглашен за заштићени резерват. Садашњи статус Специјалног резервата природе је стекао 1993. године актом Владе Републике Србије. Тада је подељен на три дела са различитим степенима заштите.
Специјални резерват природе „Обедска Бара“ је под посебним режимом заштите и уписан је према Рамсарској конвенцији у списак мочвара од међународног значаја 1977. године. Сем тога, 1989. године је на основу ИБА пројекта сврстан у списак подручја од изузетног значаја за птице Европе.

## Галерија слика
- Инфо-табла
- Обедска бара 1
- Обедска бара 2
- Обедска бара 3
- Обедска бара 4
- Обедска бара 5
- Обедска бара 6
- Обедска бара 7
- Обедска бара 8
- Обедска бара 9
- Обедска бара 10
- Обедска бара 11
- Обедска бара 12
- Обедска бара